# Emisija plinova u atmosferu
Emisija plinova u atmosferu (iz latinskog emittere - slati, poslati) označava ispuštanje onečišćujućih tvari u zrak. Najveća koncentracija tih tvari nalazi se na izvoru (dimnjaku ili općenito na mjestu ispuštanja, ...) a razina se postupno smanjuje miješanjem sa zrakom. 

## Pozani članci
- onečišćavanje zraka
- kisela kiša